# عدد الربط الخاص بالربيطة
عدد الربط الخاص بالربيطة (LBN) يمثل إجمالي العدد الفعَّال للربيطات المحيطة بمركز الفلز،M. وبشكل أكثر بساطة، فهو يمثِّل عدد المواقع التساندية المشغولة في الفلز. واستنادًا إلى طريقة تصنيف الرابطة التساهمية، فإن المعادلة الخاصة بعدد الربط الخاص بالربيطة يكون على النحو التالي: :
LBN = L + X + Z
ويمكن ملاحظة بعض الاختلافات الرئيسية عند المقارنة بالعدد التساندي. على سبيل المثال؛ يتمتع كل من (η5–سايكلوبينتادينيل)2Cr (ML4X2) و(η6–البنزين)2Cr (ML6) بعدد ربط خاص بالربيطة مكون من 6 مقارنة بالأعداد التساندية التقليدية 10 و12. 12 كما تعمل المركبات المعروفة مثل فيروسين وأورانوسين كأمثلة، حيث يختلف عدد الربط الخاص بالربيطة والعدد التساندي. يتمتع الفيروسين بوجود ربيطتين سيكلوبينتادينيل η5؛ بينما يتمتع يوروناسين بوجود ربيطتين سيكلو أوكتا تيتراين η8؛ إلا أنه يتم العثور على مركبات ML4X2 وML6X4. بواسطة تصنيف الرابطة التساهمية، وهذا يتوافق مع قيم عدد الربط الخاص بالربيطة للعددين 6 و10 على التوالي، على الرغم من أن مجموع الأرقام التساندية سيكون 10 و16. إن فائدة عدد الربط الخاص بالربيطة لوصف الترابط يتجاوز المركبات الشطيرية. ويعد Co(CO)3(NO) مركبًا ثابتًا مكونًا من 18 إلكترونًا، ويرجع السبب في ذلك إلى وجود ترابط جزئي بربيطة أحادي أكسيد النيتروجين في شكلها الخطي. إن منح زوج متوحد من الإلكترونات المتكافئة من النيتروجين يجعل المركب ML4X, يحتوي على 18 إلكترونًا. ومن المفترض أن يكون العدد التساندي التقليدي 4، بينما يصف CBC بصورة أدق الترابط مع وجود عدد ربط خاص بالربيطة يساوي 5. وفي الحالات البسيطة، غالبًا ما يساوي هذا العدد قيمة العدد التساندي الكلاسيكي (على سبيل المثال؛

## رسومات خاصة بترابط الربيطة
إن عدد الربط الخاص بالربيطة المعني بنقل الفلزات يتجه إلى الأسفل كلما اتجهت إلى يمين الجدول الدوري. ويبرز هذا الاتجاه في رسومات عدد الربط الخاص بالربيطة للمجموعات من 3 إلى 10. وتظهر المعلومات الاتجاهات، ولكن يمكن أن يتفاوت عدد الربط الخاص بالربيطة التابع للمركبات المفردة.

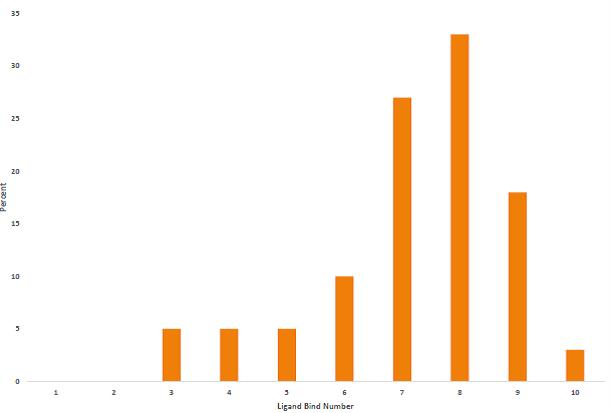
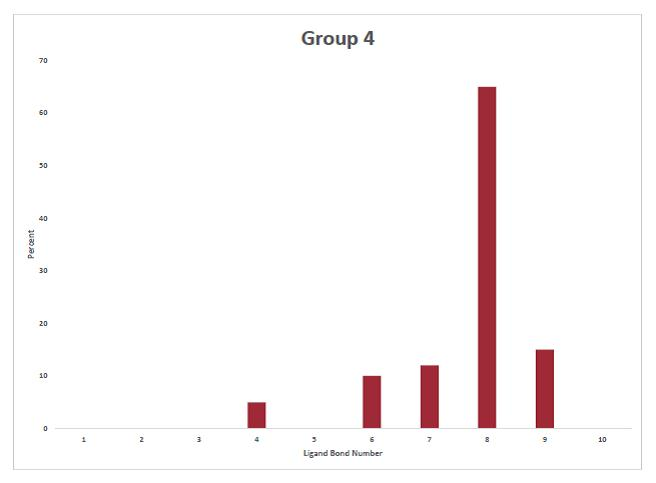
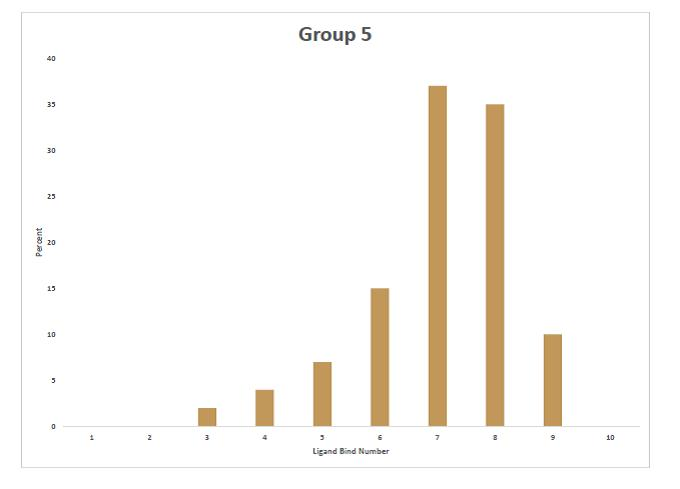
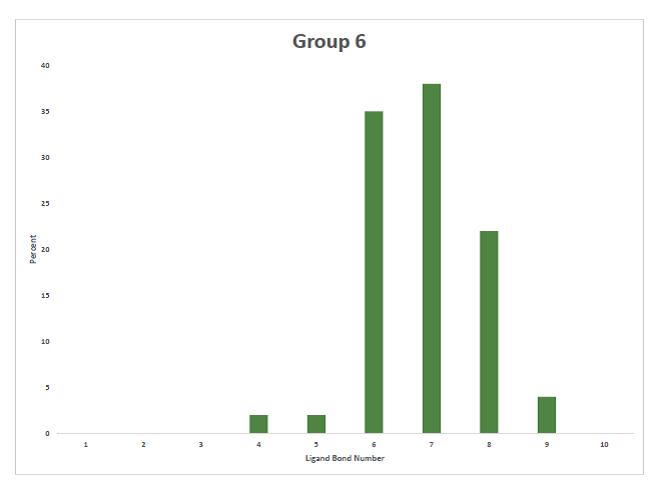
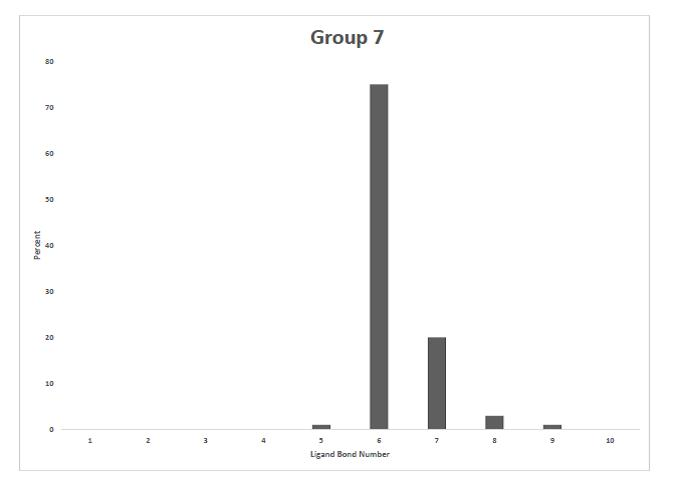
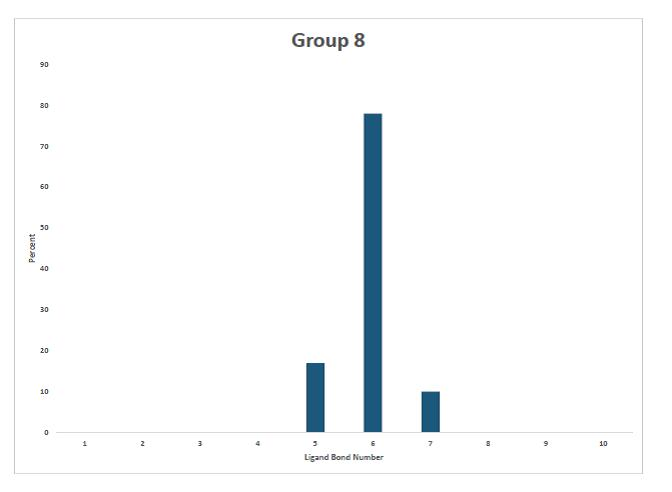
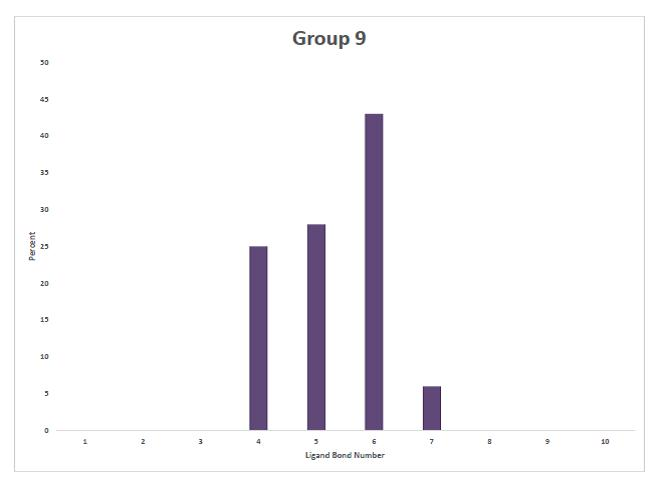
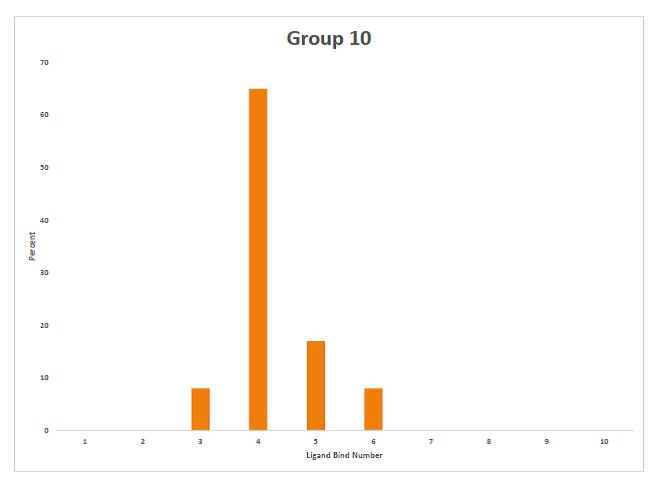